# Rommy Arce Legua
Rommy Arce Legua (Lima, 1977) és una bibliotecària hispanoperuana, regidora de l'Ajuntament de Madrid durant la corporació 2015-2019.
Nascuda el 1977 a la capital peruana, Lima, es va traslladar a Espanya amb 15 anys; va trigar 10 anys a adquirir la nacionalitat espanyola. Llicenciada en història de l'Art, va tenir diverses ocupacions precàries, abans d'ingressar per oposició com a bibliotecària a la Universitat Complutense de Madrid (UCM).
Militant de Anticapitalistas i afiliada a Comissions Obreres (CC.OO), es va presentar com a candidata dins de la llista d'Ara Madrid per a les eleccions municipals de 2015 a Madrid, en què va resultar escollida regidora. Nomenada regidora-presidenta dels districtes de Arganzuela i Usera, se la va considerar propera als corrents dins el Grup Municipal d'Ara Madrid més allunyades dels postulats de l'alcaldessa Manuela Carmena. En 2017 va autoritzar la cessió gratuïta d'un local del Matadero per a un acte a favor de l'1-O a càrrec de «Madrilenys pel dret a decidir» sense avisar l'alcaldessa.
El 2018 va afirmar sense evidències que un manter senegalès, Mame Mbaye, mort d'un infart de miocardi amb una patologia base prèvia durant una batuda policial, va morir per ser «negre» i va sostenir que Mbaye va ser víctima de la «xenofòbia institucional». La Unión de Policía Municipal i l'Asociación de Policía Municipal Unificada la denunciaren per açò, portant-la a judici acusant-la de cometre el delicte d'injúries greus.
El 2018 va oferir el seu suport a la iniciativa de la Bancada Municipalista impulsada per, entre d'altres, els regidors Pablo Carmona i Montserrat Galcerán, encara que no va entrar a formar part llavors de la plataforma. El març de 2019 va ser anunciada la seva participació com a integrant d'Anticapitalistes a les primàries obertes de la coalició «Madrid En Pie Municipalista» per confeccionar una candidatura de cara a les eleccions municipals de 2019 a Madrid.